# Sinomammut
Sinomammut ist eine heute ausgestorbene Gattung aus der Ordnung der Rüsseltiere, die im Oberen Miozän vor 11 bis 5 Millionen Jahren im östlichen Asien verbreitet war. Bisher ist aber nur ein Unterkiefer bekannt. Aufgrund des charakteristischen Zahnbaus wird sie zu der Familie der Mammutidae (Mammutiden) gezählt. Der Unterkiefer ist langgestreckt, es waren aber keine unteren Stoßzähne ausgebildet. Der nächste Verwandte ist höchstwahrscheinlich die Gattung Mammut, die mit dem Amerikanischen Mastodon bis in das Pleistozän in Nordamerika vorkam (nicht zu verwechseln mit der Gattung der Mammute und deren wissenschaftlicher Bezeichnung Mammuthus). Der Fund wurde bereits 1999 entdeckt und zuerst einem Vertreter einer anderen Rüsseltierlinie zugewiesen. Die Einordnung in die neue Gattung Sinomammut erfolgte dann im Jahr 2016.

## Beschreibung

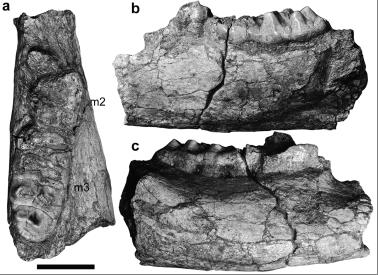
Rechtes Unterkieferfragment von Sinomammut (Holotyp) mit zweitem und drittem Molar. (a) Blick von oben; (b) Blick von innen; (c) Blick von außen. Maßstab: 10 cm

Sinomammut ist bisher nur über einen einzelnen rechten Unterkieferast bekannt, der am aufsteigenden Gelenkfortsatz nur fragmentarisch erhalten ist, die Gelenkfläche fehlt. Der Unterkiefer insgesamt war relativ robust gebaut, der horizontale Knochenkörper besaß einen gerundeten Querschnitt, nach hinten verbreiterte er sich deutlich. Die Symphyse zeigte sich schmal und lang, Alveolen für die Unterkieferstoßzähne waren nicht ausgebildet. Im Unterkiefer stecken noch der zweite und der dritte Molar. Der zweite ist vollständig abgekaut und lässt keine diagnostischen Merkmale erkennen, allerdings bestand er ursprünglich aus drei quergestellten Leisten (trilophodont). Der dritte Mahlzahn war bereits vollständig ausgebildet. Er besaß eine Länge von 16,7 cm und eine Breite von 8,25 cm. Auf der Kauoberfläche bestanden vier Leisten. Im Umriss zeigte er eine viereckige, nach hinten schmaler werdende Form, so dass der Zahn an der vierten Leiste nur 6,35 cm Breite erreichte. Aufgrund der Maße waren die Zähne bei Sinomammut entsprechend anderen Mammutidae eher breit und nicht so schmal wie bei den Vertretern der Gomphotheriidae. Die Kauoberfläche besaß die für Mammutiden typische zygodonte Struktur. Jede Leiste gliederte sich in zwei Halbleisten, die jeweils aus einem Haupthöcker an den Zahnrändern bestanden. Diesem schloss sich zur Innenseite des Zahns jeweils ein kleinerer Höcker an, beide Höcker waren durch eine Schmelzleiste fest miteinander verbunden, so dass eine durchgehende scharfe Kante entstand. Hinter der letzten Leiste des dritten Molars befand sich ein kleines Cingulum, ein vorstehender Wulst aus Zahnschmelz, der bei Sinomammut aus sechs kleinen Höckerchen bestand. Das Cingulum setzte sich schwach entwickelt entlang der inneren und äußeren Zahnlängsseite fort.

## Fundort
Der bisher vorliegende Unterkieferrest wurde im Jahr 1999 an der Fundstelle Yanghecun südlich von Changdao im Kreis Xihe in der westchinesischen Provinz Gansu entdeckt. Die Fundstelle befindet sich im Xihe-Linxian-Becken. Der Untergrund besteht hier aus devonischen Ablagerungen, die wiederum von Sedimenten des Paläogens und des Neogens überdeckt werden. Das Neogen erreicht im Xihe-Linxian-Becken eine Mächtigkeit von bis zu 1000 m und kann in zwei, bisher namenlose Untereinheiten gegliedert werden. An der Fundstelle Yanghecun, vor allem im nördlichen und im südlichen Bereich, sind hierbei Ablagerungen des Oberen Miozäns und des Unteren Pliozäns aufgeschlossen, deren Mächtigkeit wiederum rund 220 m beträgt. Sie beginnen mit einer dünnlagigen, dunkelbraunen Ton-/Schluffsteinschicht sowie einer Kalksteinbrekzie, auf denen dann rötlichbraune schluffige Tonsteine folgen, in die Konglomerate eingebettet sind. Die gesamte Schichtfolge an der Fundstelle Yanghecun geht auf einen ehemaligen See zurück. Die Reste von Sinomammut lagen etwa 60 m oberhalb der Basis der rotbraunen Ton-/Schluffsteine. Das genaue Alter wird mit der lokalstratigraphischen Stufe des Baodean angegeben, deren Alter wiederum zwischen 8,3 und 5 Millionen Jahren liegt.

## Systematik
Sinomammut ist eine Gattung aus der ausgestorbenen Familie der Mammutidae in der Ordnung der Rüsseltiere (Proboscidea). Innerhalb der Rüsseltiere verweist der trilophodonte zweite Molar die Mammutidae in die übergeordnete Gruppe der Elephantiformes, die sich durch dieses Merkmal von den stammesgeschichtlich älteren Rüsseltieren mit nur zwei quergestellten Leisten auf den ersten beiden Molaren (bilophodont) absetzen. Letztere werden häufig zu den Plesielephantiformes zusammengefasst. Die frühen Elephantiformes umfassen dabei die beiden Gruppen der Mammutidae und der Gomphotheriidae, die etwa zeitgleich auftraten. Die beiden Formengruppen werden unter anderem anhand ihres Zahnbaus unterschieden. So weisen die Mammutiden zygodonte Molaren auf, während viele Gomphotherien über ein bunodontes Kauflächenmuster verfügen. Beide Zahnmuster weisen paarige Höckerreihen auf, die quer zur Längsachse der Molaren stehen und so die einzelnen Leisten bilden, in der Regel teilt eine Mittelfurche jede Leiste in zwei Halbleisten. Entlang der Mittelfurche sind häufig bei jeder Halbleiste kleinere Nebenhöcker ausgebildet. Im Gegensatz zu den bunodonten Zähnen der Gomphotherien stehen die Nebenhöcker bei den Mammutiden aber nicht frei, beziehungsweise ist der Zwischenraum zum Haupthöcker nicht durch weitere, wiederum kleinere Höckerchen gefüllt, vielmehr verbindet beide Höcker eine scharfe Schmelzleiste, so dass ein durchgehender Grat entsteht.
Im Vergleich zu den vielgestaltigen Gomphotherien sind die Mammutiden eher formenarm, bis heute ist nur rund ein halbes Dutzend an Gattungen bekannt. Der älteste unzweifelhafte Vertreter ist Losodokodon aus dem Oberen Oligozän von Afrika. Den bekanntesten stellt dagegen Mammut dar, dessen Typusform, das Amerikanische Mastodon (Mammut americanum), noch bis in das ausgehende Pleistozän in Nordamerika auftrat. Nach molekulargenetischen Untersuchungen trennten sich die Mammutiden von den Gomphotherien und somit von der zu den heutigen Elefanten (Elephantidae) führenden Entwicklungslinie im Oberen Oligozän vor rund 24 bis 28 Millionen Jahren ab.
Aus phylogenetischer Sicht ist Sinomammut am nächsten mit Mammut verwandt. Im Unterschied zu ersterem hat letzteres einen eher kurzen Unterkiefer, dem wie Sinomammut die unteren Stoßzähne fehlen (aber manchmal in verkleinerter Form bei Mammut noch auftreten können, was dann als Geschlechtsdimorphismus gedeutet wird). Dagegen besitzt Sinomammut noch einen langen Unterkiefer mit ausgezogener Symphyse. Dieses Merkmal teilt die Gattung mit älteren Mammutiden wie Eozygodon und Zygolophodon, bei denen aber im Unterkiefer noch Stoßzähne bestanden. Dadurch kann der lange Unterkiefer als ursprüngliches Merkmal der Mammutiden, der Verlust der unteren Stoßzähne aber als erworbenes von Sinomammut und Mammut angesehen werden. Die Kürzung des Unterkiefers im Bereich der Symphyse, wo die Alveolen der Stoßzähne ansetzen, ist dabei als weiterer evolutiver Schritt aufzufassen. Eine derartige Entwicklungslinie lässt sich mehrfach bei verschiedenen Rüsseltierfamilien belegen, etwa bei den Gomphotherien und den Elefanten.

## Entdeckungsgeschichte
Die wissenschaftliche Erstbeschreibung von Sinomammut stammt von einem Wissenschaftlerteam um Dimila Mothé und wurde im Jahr 2016 vorgelegt. Sie basiert auf dem bisher einzigen Fund, ein rechter Unterkiefer von der westchinesischen Fundstelle Yanghecun, er stellt gleichzeitig den Holotyp (Exemplarnummer GIOTC 0982-9-178) dar. Der Fund war bereits 1999 von Zhao Desi, ein Mitautor der Erstbeschreibung, entdeckt worden. Er bestand ursprünglich aus einem vollständigen Unterkiefer, der linke Ast ging aber bei der Bergung verloren und ist nur noch durch ein Foto von der Situation vor Ort belegt. Im Jahr 2007 publizierte Xie Guangpu, ebenfalls an der Erstbeschreibung beteiligt, den Fund unter der wissenschaftlichen Bezeichnung Sinomastodon intermedium. Sinomastodon wiederum ist ein Vertreter der Gomphotherien, der 1986 von Heinz Tobien und Kollegen eingeführt worden war und sich durch einen sehr kurzen Unterkiefer auszeichnet, vergleichbar zahlreichen südamerikanischen Formen der Gomphotherien wie etwa Stegomastodon oder Cuvieronius. Da der Unterkiefer von Yanghecun aber vergleichsweise lang ist, stellten ihn Wang Shiqi und Kollegen im Jahr 2014 an die Basis der Entwicklung der Gattung Sinomastodon. Mothé und ihr Team erkannten dann zwei Jahre später, dass die Molaren des Yanghecun-Fossils deutlich zygodont sind und verwiesen den Unterkiefer so zu Sinomammut. Der Gattungsname verweist mit dem lateinischen Wort sinae (für „chinesisch“) auf die Fundregion und mit Mammut auf die Typusform der Mammutiden. Es wurde mit Sinomammut tobieni eine Art eingeführt. Das Artepitheton ehrt Heinz Tobien, der zuvor Sinomastodon benannt hatte.